# Шишильянк
Шишильян (фр. Chichilianne) — коммуна во Франции, находится в регионе Рона — Альпы. Департамент коммуны — Изер. Входит в состав кантона Матезин-Триев. Округ коммуны — Гренобль.
Код INSEE коммуны — 38103. Население коммуны на 1999 год составляло 207 человек. Населённый пункт находится на высоте от 798 до 2 082 метров над уровнем моря, у подножия горы Эгюий. Муниципалитет расположен на расстоянии около 520 км юго-восточнее Парижа, 120 км юго-восточнее Лиона, 45 км южнее Гренобля. В состав коммуны входят восемь деревень: Бернардьер, Донньер, Л’Эглиз, Ле-Ош, Пассьерес, Ришардьер, Рутьер, Шатовьё. Мэр коммуны — Gilbert Correard, мандат действует на протяжении 2001—2008 гг.
Динамика населения (INSEE):